# GlobalRus.ru
GlobalRus.ru — российский информационно-аналитический интернет-журнал. Выходил с 2001 по 2007 год. Публиковал статьи, ленты новостей с комментариями. Позиционировался как сайт либеральной направленности.
Главный редактор — Александр Тимофеевский. По его словам, создание сайта было обусловлено стремлением представить мнение определённой части российского общества:
И среди предпринимателей, и среди интеллигенции есть здравые головы и голоса. Есть люди, которые не считают, что государство как таковое — это плохо, власть — игрушка для негодяев, армия — сборище дегенератов, милицию надо упразднить, а ФСБ запретить на вечные времена. У них разные профессии, разный возраст и — страшно сказать! — разное отношение к президенту Путину В. В. Но они государственники. Что не мешает им быть убеждёнными сторонниками рыночной экономики с минимальным участием в ней государства.
Сайт не обновлялся с 2007 года, но для просмотра доступен, за исключением форума.

## Мнения о сайте
Алексей Чадаев считал GlobalRus.ru «одним из лучших сайтов ежедневных комментариев в русскоязычной сети». В журнале «Новый мир» сайт называется одним из «старейших и наиболее известных» среди сетевых изданий.